# M/T Vladimir Nazor
M/T Vladimir Nazor je trajekt za lokalne linije. U sastavu je flote najvećeg hrvatskog brodara Jadrolinije. Ime je dobio po poznatom hrvatskom pjesniku Vladimiru Nazoru. Kapaciteta je oko 450 osoba,  te oko 70 automobila.
Izgrađen je 1986., te iste godine pušten u promet. Izgrađen je u Brodogradilištu Kraljevica. Gradio se za potrebe tvornice DINA Petrokemija, a trebao je prevoziti željezničke vagone. Nedugo poslije, projekt propada, pa brodogradilište postiže dogovor s Jadrolinijom. Uklanjaju se tračnice, te je trajekt spreman za putnike. U prvim je godinama, najčešće održavao linije u splitskom okružju. Plovio je za Supetar, Stari Grad, Vis, no najčešće za Supetar. 
Ovaj je trajekt poznat po tome što je on, uz Bartola Kašića, jedini trajekt na splitskom području koji je bio oštećen u napadu Jugoslavenske mornarice na Split, u studenom 1991. Trajekt je bio propucan, a poginula su i dva člana posade: Dinko Maras i Jure Kalpić. Još nekoliko članova posade je bilo ozlijeđeno. 
M/T Vladimir Nazor je na liniju Split – Supetar, plovio do 2002., jer je godinu kasnije došao M/T Tin Ujević. Od tada do srpnja 2010. trajekt je plovio na relacijama zadarskog okružja, najčešće na relaciji Zadar-Brbinj. Već prvog dana mjeseca srpnja 2010. trajekt je premješten na liniju Ploče – Trpanj, čime je zamijenio trajekt Pelješčanku i povećao protočnost linije. Naime, tada je nadograđena luka u Trpnju, čime je omogućeno pristajanje većih trajekta. Plovio je tamo sve do 2013. kada dolazi M/T Jadran. Od 2013. do 2014. je vozio na linijiama Splitskog okružija. U siječnju 2015. se nasukao na Premudi Kasnije je Odskuan. Od 2015. do 2019. je vozio ljeti na liniji Zadar – Preko jer 2020. stiže M/T Ugljan. Od tada zimi vozi na liniji Zadar – Rivanj – Sestrunj – Zverinac – Molat i na Zadar – Ist – Olib – Silba – Premuda – Mali Lošinj, a ljeti Zadar – Rivanj – Sestrunj – Zverinac – Molat.

## Vanjske poveznice
|  | Zajednički poslužitelj ima još gradiva o temi M/T Vladimir Nazor |